# Radoma
Radoma este o comună slovacă, aflată în districtul Svidník din regiunea Prešov. Localitatea se află la altitudinea de 220 m deasupra n.m., se întinde pe o suprafață de 10,91 km2 și în 2017 număra 421 de locuitori.

## Istoric
Localitatea Radoma este atestată documentar din 1274.

## Demografie
| An:                | 1994 | 2004   | 2014   | 2024   |
| ------------------ | ---- | ------ | ------ | ------ |
| Număr de persoane: | 426  | 439    | 435    | 425    |
| Diferență:         |      | +3,05% | −0,91% | −2,29% |

| An:                | 2023 | 2024   |
| ------------------ | ---- | ------ |
| Număr de persoane: | 422  | 425    |
| Diferență:         |      | +0,71% |